# Conferência de Guayaquil

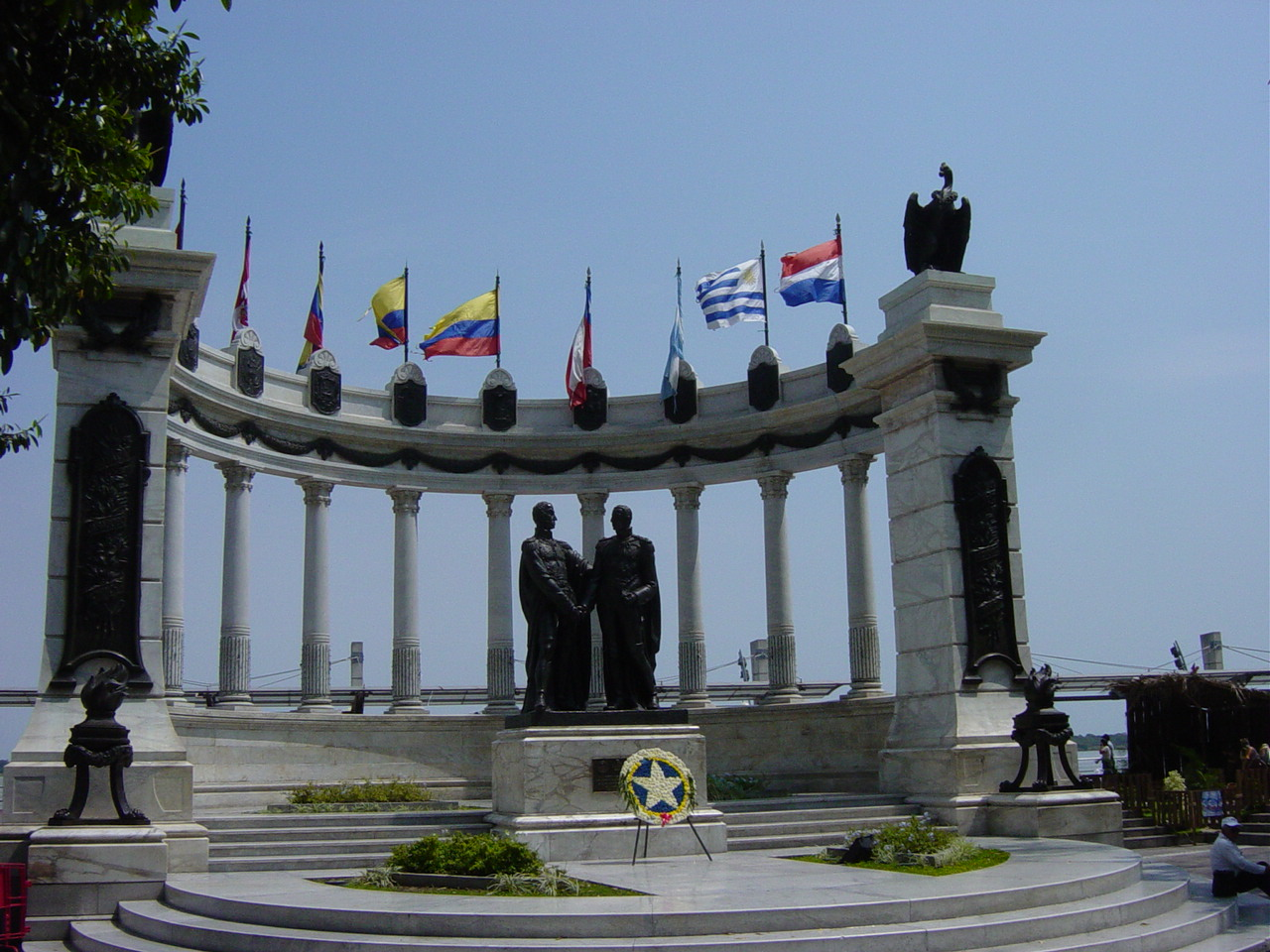
Monumento a Bolívar e San Martín, na cidade de Guayaquil.

A Conferência de Guayaquil foi um encontro ocorrido em 26 de Julho de 1822 na cidade homônima, Equador; entre os libertadores Simón Bolívar e José de San Martín para discutir o andamento das lutas de independência e o futuro político da América do Sul. Apesar do conteúdo do encontro não ser conhecido, devido a falta de registro da conversa, as decorrências da conferência são de suma importância para a história da América Latina e de sua libertação.
Pouco depois do encontro, em Setembro de 1822, San Martín se retira da vida política e militar, renunciando ao cargo de Protetor do Peru, por julgar que Bolívar apresentava melhores condições para concluir a independência da América Latina. Dessa forma, Bolívar passa a atuar como líder revolucionário único, agora com os recursos necessários para organizar seu projeto administrativo da Grã Colômbia - que começou com a anexação da cidade de Guayaquil, em 31 de Julho de 1822.

## Antecedentes
Antes de se encontrarem formalmente, San Martín e Bolívar lideraram diversas campanhas militares em prol da libertação da América Latina do domínio espanhol. Atuando respectivamente no Sul e no Norte do continente latino americano, ambos generais combateram forças realistas (milícias apoiadoras da monarquia espanhola) e buscavam instaurar formas de governo de acordo com seu ideário político pessoal às áreas libertadas. 
Bolívar iniciou suas campanhas militares e liderança política na Venezuela, falhando em instaurar uma República venezuelana em 1812 e novamente em 1814. Esse período merece destaque por conta do Decreto de Guerra até a Morte (1813) publicado pelo general, que permitia que assassinatos e quaisquer atrocidades fossem cometidos contra civis nascidos na Espanha. Após um breve exílio na Jamaica e no Haiti - onde Bolívar publicou a famosa Carta da Jamaica (1815) que expressa seu desejo de uma confederação hispano-americana - o general retorna a Nova Granada (atual Colômbia) e obtêm vitória na Batalha de Boyacá (1819), libertando Nova Granada e fundando a República da Grã Colômbia, que reunia Venezuela, Colômbia e Equador. Após essa expansão de domínio, Bolívar segue batalhando em direção ao Sul, garantindo controle e consolidando a independência dos territórios da Grã Colômbia. Vale ressaltar que em 1821, durante o Congresso de Cúcuta, é lançada uma constituição centralista, que retira a individualidade da Venezuela, Nova Granada e Quito e submete esses países à administração civil de Bogotá e militar do próprio Bolívar.  Tal constituição faz parte do projeto de coesão política do general para a Grã Colômbia, e permite a Bolívar uma autoridade que ultrapassasse fronteiras.  
San Martín chega na América Latina em 1812, após servir o exército espanhol por duas décadas. Já em 1813, expulsa forças realistas do território de Santa Fé e se torna governador de Cuyo, região estratégica no Oeste argentino. A partir de então, San Martín deu início a duas campanhas arriscadas: a libertação do Chile e do Peru. Entre 1814 e 1817 treinou um exército (com apoio de criollos e indígenas) para invadir e conquistar o Chile. Em 1817 com a Batalha de Chacabuco e decorrente libertação de Santiago e em 1818 após a vitória em Maipú, San Martín consegue derrotar as forças realistas e firma aliança com Bernardo O’Higgins, que se torna Diretor Supremo da república chilena. Já no Peru, o general argentino, agora com apoio chileno, desembarca na cidade de Pisco, ao Sul de Lima, e é concomitantemente acompanhado por um levante popular espontâneo no Norte peruano, em Guayaquil, Trujillo entre outras cidades, incitado pelo Marquês de Torre Tagle, apoiador do movimento independentista. Assim, em meados de 1821, após derrotar forças realistas em Lima, San Martín declara a independência do Peru e é nomeado Protetor do país, visando a criação de um Peru independente e monárquico. 
No entanto, apesar de suas vitórias, San Martín não possuía um plano real de viabilização da sua visão monárquica e independentista para o Peru. Por outro lado, Bolívar estava no auge de suas conquistas militares e começava a instaurar medidas para desenvolver seu projeto de união latino-americana. Assim, San Martín propõe o encontro ao general venezuelano e é recebido em Guayaquil para a Conferência entre os dois.

## Consequências da Conferência
Pouco após o encontro, em Setembro de 1822, San Martín retorna ao Peru e se retira da vida política e militar, renunciando inclusive ao cargo de Protetor do país. Além disso, Bolívar anexou a cidade de Guayaquil à Grã Colômbia e assumiu o controle da campanha libertadora no Peru, derrotando as forças realistas ainda atuantes no país. 

## Teorias sobre o conteúdo da Conferência
Como dito anteriormente, o conteúdo real do encontro não foi documentado e, portanto, permanece misterioso. Contudo, com base no contexto da Conferência e nos acontecimentos posteriores, historiadores crêem que os generais conversaram justamente sobre os possíveis rumos políticos para a América Latina independente. A aposentadoria de San Martín após o encontro contribui para aumentar ainda mais o mistério e serve de base para as principais teorias sobre o curso da conversa. É válido ressaltar que todas as teorias a seguir são baseadas em análises de correspondências dos dois generais (entre si e entre terceiros) - prévias e posteriores ao encontro - e em análises da conjuntura latino americana da época; a falta de fontes primárias relativas à Conferência impede a asserção sobre seu conteúdo. 

### Teoria da discordância política e ideológica
A diferença nas visões e projetos políticos entre os generais teria causado a cisão entre eles. Enquanto San Martín acreditava na possibilidade de uma monarquia constitucional - pois julgava os povos recém libertados despreparados para uma república -, Bolívar era centralista, com caráter autoritário, e defendia a república centralizada. John Lynch, escritor de biografias sobre os dois generais, é forte adepto dessa teoria e destaca o contraste ao escrever sobre a vida de cada um. Acompanhando Lynch, Augusto Mijares e Jorge Basadre também defendem que as posições políticas divergentes foram determinantes para a retirada de San Martín do caminho de Bolívar, tendo em vista que o venezuelano possuía mais influência na época do encontro. 

### Teoria da renúncia estratégica de San Martín
Ainda com as divergências políticas, de acordo com essa teoria, San Martín teria voluntariamente renunciado, ao perceber a superioridade militar e política de Bolívar, que dariam a ele mais chances de concretizar a libertação da América Latina. Assim, a saída de San Martín é tida como um ato de altruísmo político, colocando o bem da independência acima de sua ambição pessoal. Essa visão é endossada por Bartolomé Mitre em seu livro "Historia de San Martín y de la emancipación sudamericana" (1868), bem como por Ricardo Rojas em "El Santo de la Espada” (1921) e Norberto Galasso, “Seamos Libres y lo Demás no Importa Nada” (2000), todos ressaltando que San Martín prefere a renúncia à possível divisão interna da luta independentista. 

### Teoria do conflito de personalidades
A incompatibilidade pessoal e o choque de egos entre os generais teria dificultado a colaboração entre os dois. De um lado, Bolívar se mostrava um líder carismático e expansionista e, de outro, San Martín era reservado e discreto, tal diferença comportamental não permitiu que se estabelecesse uma cooperação concreta. O principal defensor da teoria é Gerhard Masur, destacando o contraste de personalidades em sua biografia de Bolívar, “Simon Bolívar” (2007) - apesar de outros autores apontarem essa tensão pessoal e o estilo distinto de liderança.

### Teoria da questão militar e logística
A Conferência teria sido um momento em que San Martín pede apoio militar a Bolívar para continuar sua campanha de libertação no Peru, mas que o pedido é recusado pelo venezuelano. Assim, San Martín se vê impossibilitado de continuar na luta armada e opta pela renúncia. O historiador argentino Tulio Halperin Donghi, em seu livro "História Contemporânea da América Latina" (1967) apresenta essa visão ao propor que San Martín tivesse mandado um pedido de apoio a Bolívar e, de acordo com as negociações, acabou se submetendo ao general venezuelano. Germán Arciniegas, em “Bolívar y la Revolución” (1955), argumenta que a recusa de Bolívar em fornecer o apoio militar foi determinante para a retirada de San Martín da luta.

### Teoria do acerto diplomático prévio
O encontro entre os dois generais seria apenas um gesto diplomático simbólico, formalizando um acordo já negociado por intermediários. De acordo com essa teoria, San Martín já havia decidido sair da luta. Eduardo Posada Carbó e Carlos Malamud, ao estudarem correspondências entre os generais, sugerem que essa pode ter sido uma de muitas decisões tomadas por mensagens.

### Teoria da pressão de Bolívar
Essa teoria aparece majoritariamente em estudos revisionistas e afirma que Bolívar teria pressionado San Martín a renunciar, visando a consolidação de sua liderança na luta independentista. José Maria Rosa, em “Historia Argentina” (1965), sugere que tal coação pode ter acontecido e Rodrigo Borja Cevallos também pensa que a anexação de Guayaquil pela Grã Colômbia é um sinal de ação unilateral por parte de Bolívar e pode ser entendido como forma de sobrepujar San Martín, como escreve em seu livro "La entrevista de Guayaquil" (2002). 

## A Conferência na ficção
A Conferência e seu caráter misterioso inspirou o escritor Jorge Luis Borges a escrever o conto Guayaquil, publicado em seu livro “O Informe de Brodie” (1970), em que o autor explora a possível relação entre San Martín e Bolívar. 
Além disso, em 2016 há o lançamento do filme argentino “El Encuentro de Guayaquil”, dirigido por Nicolás Capelli. O filme protagoniza Pablo Echarri como San Martín e Anderson Ballesteros no papel de Simón Bolívar.